# 妮科尔·耶尔金
妮科尔·耶尔金（英語：Nicole Yeargin，1997年8月11日—），英国女子田径运动员，2022年世界田径锦标赛女子4×400米接力铜牌得主、2022年欧洲田径锦标赛女子4×400米接力铜牌得主、2022年英联邦运动会女子4×400米接力铜牌得主。